# 九龍巴士203線
九龍巴士203線是香港九龍市區已取消的一條日間循環巴士路線，來往深水埗區又一村及尖沙咀東。

## 歷史
- 1975年2月17日：又一村開通豪華巴士路線，編號為202，往來又一村及尖沙咀（經彌敦道），總站位於海棠路，以亞比安豪華巴士行走
- 1982年3月28日：202停止服務，由專線小巴4號線取代
- 1990年5月31日：往來又一村至尖沙咀（經彌敦道）的路線重投服務，編號為203（即本線），初時往來達之路及尖沙咀東，總站位於達之路與桃源街交界，行車路線與當年202號線大致相同。由於空調巴士不像今日普及，收費標準屬豪華巴士級別，收費達$5.00，與普通巴士的車費相差超過一倍。後來空調巴士愈來愈受歡迎，而本路線收費標準已經不合時宜，因此除了全程收費由開辦時的$5.00加價兩次至現時的$7.00外，此後每次九巴調整收費時，本路線一直沒有改動全程收費，直至2011年5月15日九巴調整票價，全程票價才調整至$7.30。
- 1992年1月1日：因尖沙咀東巴士總站興建商業大廈，路線改為以循環線運作。
- 九巴為推廣彌敦道沿線旅遊業，於1994年12月15日推出本線的輔助線B1，並在B1服務時段，提供往來太子地鐵站及尖沙咀碼頭的雙向分段收費。該項措施直至1999年6月1日起取消，而B1號線亦於2003年1月1日起停止服務。
- 1995年11月5日：尖沙咀東巴士總站上蓋的康宏廣場落成，路線遷回尖沙咀東總站並取消循環運作。
- 1998年12月13日：路線於九龍塘總站遷入又一城永久總站，但初期要繞經香港城市大學德智苑對出的迴旋處才能返回達之路南行左轉入又一城總站。
- 2002年10月27日：路線改為循環運作；往又一村方向改經加士居道。
- 2011年5月15日：調整票價，全程票價調整至$7.30。
- 2014年1月18日：停止服務，並與2C線合併成新線203C，而此線原有由澤安邨開出之特別班次則正名為203S。

## 平日特別班次
- 澤安邨開：0730、0800
  - 特別班次星期日及公眾假期暫停服務
  - 經旺角、油麻地、尖沙咀後再折返，但總站改為設在又一村

## 收費
全程收費：$7.7
- 旺角鐵路站往尖沙咀東／文明里往又一村：$4.9
- 西貢街往尖沙咀東：$7.7

## 途經街道
經：澤安道、歌和老街、達之路、又一村巴士總站、達之路、大坑東道、界限街、勵德街、太子道西、彌敦道、梳士巴利道、漆咸道南、加士居道、彌敦道、亞皆老街、新填地街、旺角道、洗衣街、太子道西、通菜街、界限街、大坑東道、達之路、牡丹路、海棠路及達之路。
有斜體字之路段只限特別班次停靠。

## 車站一覽

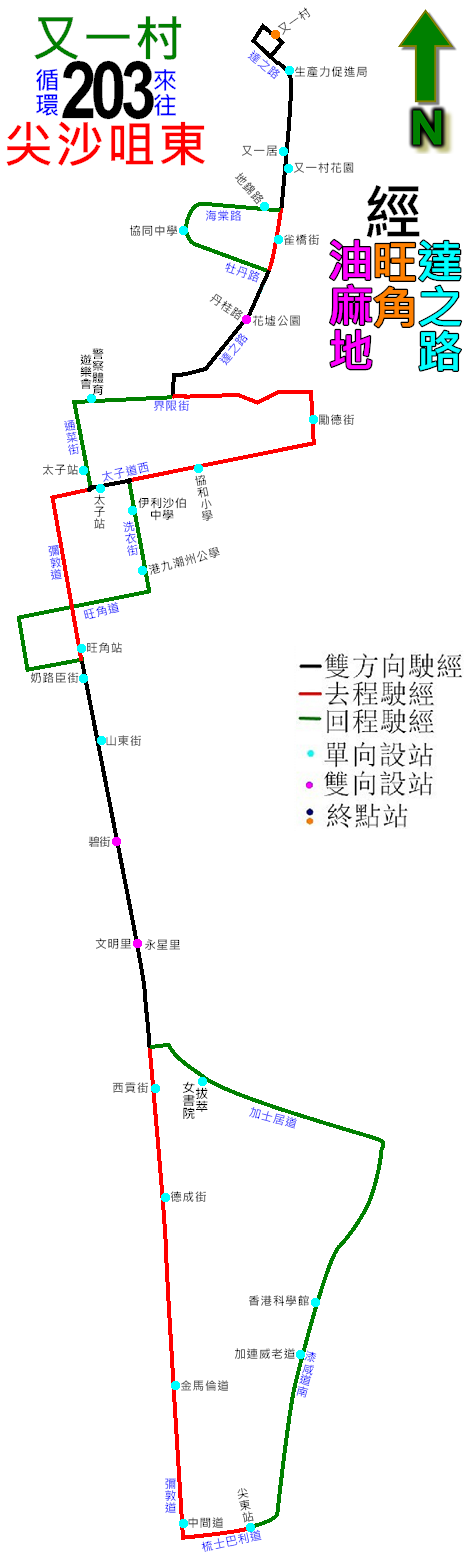
203線取消前的走線圖

| 澤安邨 /又一村方向 | 澤安邨 /又一村方向 | 澤安邨 /又一村方向   |
| 車站               | 車站名稱           | 位置                 |
| ------------------ | ------------------ | -------------------- |
| *                  | 澤安邨巴士總站     | 澤安邨巴士總站       |
| *                  | 則仁中心           | 歌和老街             |
| 1                  | 又一村巴士總站     | 又一城公共運輸交匯處 |
| 2                  | 香港生產力促進局   | 達之路               |
| 3                  | 又一村花園         | 達之路               |
| 4                  | 雀橋街             | 達之路               |
| 5                  | 花墟公園           | 達之路               |
| 6                  | 勵德街             | 勵德街               |
| 7                  | 協和小學           | 太子道西             |
| 8                  | 太子站             | 太子道西             |
| 9                  | 旺角站             | 彌敦道               |
| 10                 | 山東街             | 彌敦道               |
| 11                 | 碧街               | 彌敦道               |
| 12                 | 永星里             | 彌敦道               |
| 13                 | 西貢街             | 彌敦道               |
| 14                 | 德成街             | 彌敦道               |
| 15                 | 金馬倫道           | 彌敦道               |
| 16                 | 中間道             | 彌敦道               |
| 17                 | 尖東站             | 梳士巴利道           |
| 18                 | 加連威老道         | 漆咸道南             |
| 19                 | 香港科學館         | 漆咸道南             |
| 20                 | 拔萃女書院         | 加士居道             |
| 21                 |                    | 彌敦道               |
| 22                 | 碧街               | 彌敦道               |
| 23                 | 奶路臣街           | 彌敦道               |
| 24                 | 港九潮州公學       | 洗衣街               |
| 25                 | 伊利沙伯中學       | 洗衣街               |
| 26                 | 太子站             | 通菜街               |
| 27                 | 警察體育遊樂會     | 界限街               |
| 28                 | 丹桂路             | 達之路               |
| 29                 | 協同中學           | 海棠路               |
| 30                 | 地錦路             | 海棠路               |
| 31                 | 又一居             | 達之路               |
| 32                 | 又一村巴士總站     | 又一城公共運輸交匯處 |

- *只限早上特別班次途經。

## 使用車輛
在海棠路及達之路交界彎位未被擴闊之前，本路線曾經受到海棠路左轉達之路往又一村方向的狹窄彎位影響，過去此路線一直只能使用短車身的三菱MK117J／217J（AM）單層巴士行走，不過自三菱MK數量日減，由斯堪尼亞K230UB 10.6米（ASB）單層空調巴士接手，唯有關巴士需行走14S，故有機會出現亞歷山大丹尼士Enviro 200（AAU）和富豪B7RLE 12米（AVC）單層空調巴士特見。後來馬路轉彎位被擴闊之後，12米的巴士也能由海棠路左轉達之路往又一村方向，有關用車限制亦隨之解除，而比富豪B7RLE 12米短的丹尼士飛鏢（AA）單層空調巴士也能行走此路線。
現時本線主要派出1輛斯堪尼亞K230UB（10.6米）及5輛亞歷山大丹尼士Enviro 200（10.4米）（AAS）單層巴士，均屬荔枝角車廠。
隨著1995年三菱MK217J型單層空調巴士年事已高需要退役，本線由2012年3月13日及3月19日，本線引入剛於2012年3月出牌開始投入服務的巴士，先後引入3部配置歐盟五型引擎的富豪B7RLE低地台單層空調巴士行走，大為提升本路線用車水平。而最後一部三菱MK217J型單層空調巴士（AM181／GJ3563），於退役前兩天（2012年3月17日）行走本路線，可說是退役前的懷念，退役後亦象徵所有三菱單層空調巴士以至日本製造的巴士，在香港專利巴士中只餘下嶼巴仍然使用。

## 外部連結
- 九巴203年官方網站路線資料 （页面存档备份，存于）
- KMB Air-conditioned Route 九巴空調路線－203 （页面存档备份，存于）

1. ↑  車長於此站還原全程收費
2. ↑  循環線折返點